# Чорна металургія Нігерії
Чорна металургія Нігерії — одна з галузей обробної промисловості Нігерії. Виплавка сталі в Нігерії становить лише 100 тис. т на рік (2019), за цим показником країна посідає 7-е місце серед країн Африки. В країні є недобудований металургійний комбінат у Аджаокуті (будувався у 1979—1994 роках), що має проектну потужність 1,3 млн т сталі на рік, металургійний завод Дельта і кілька металургійних заводів неповного виробничого циклу.

## Історія
Не пізніше 8-10 стст. н. е. на території сучасної Нігерії утворилися ранні міста-держави народу хауса, в яких поміж інших ремесел була розвинена обробка заліза й інших металів.
З 2-ї половини 20 ст. почали закладатися основи металургійної промисловості. У Емені, біля Енугу, діяв сталепрокатний завод. У 1974 році за технічної допомоги СРСР проектувався металургійний комбінат у Аджаокуті потужністю біля 1 млн т сталі на рік. В основі виробничого процесу — доменне виробництво і кіснево-конвертерне виробництво сталі. Будівництво велося з 1979 року по 1994 рік. У 1988 році працювали лише прокатний цех і де-які допоміжні. Завод використовува імпртну заготівку і блюми і виробив 5473 т прокату. Мав розпочати роботу на повну потужність у 1992 році.
У 1988 році на шахті Ітакпе-Хілл було видобуто 304,3 тис. т залізної руди. Вона накопичувалася до будівництва збагачувальної фабрики, електростанції Осара та залізничної колії, що мала сполучати Ітакпе з металургійним комбінатом Аджаокута.
У 1982 році став до ладу металургійний завод Дельта, на якому було запроваджено процес Мідрекс для виготовлення заліза прямого відновлення і сталеливарний цех з електропіччю. У 1988 році він працював на 20 % своєї потужності. Такий стан спостерігався через дефіцит валюти, що перешкоджав закупівлі імпортної залізної руди, феросплавів та іншої сировини. У 1988 році на ньому було випущено 58,2 тис. т готового металопрокату і 133 тис. т заготівки.
Окрім комбінату у Аджаокуті і заводу Дельта, наприкінці 1980-х років державі належало ще 3 металопрокатних заводи продуктивністю 210 тис. т прокату на рік кожний. Крім того, в країні працювало 17 приватних прокатних заводів, які стврювали надлишок потужностей з виробництва металовиробів, хоча в країні зростав попит на тонкий і товстий листовий прокат.
У 1988 році в Нігерії налічувалося 23 металургійних заводи, з яких 2 за проектами були заводами з повним виробничим циклом, 7 заводів мали по 1 електродуговій металургійній печі і прокатні стани, 14 заводів мали лише прокатні стани. Більшість заводів використовувала імпортну сталеву заготівку.

## Сировинна база
В Нігерії є родовища залізних руд, коксівного вугілля і вапняку, що створює умови для будівництва в країні металургійного заводу з повним виробничим циклом.
Нігерія має значні поклади кам'яного вугілля, однак переважно енергетичного. Вугілля в основному некоксівне. Коксівне вугілля, що видобувається у районі Лафіа-Обі, характеризуються високим вмістом сірки і золи.
Поклади залізних руд є у грабені Бенуе (Патті, — за оціочними даними, 2 млрд т, 1970-і роки).
У штаті Когі, біля міста Ітакпе, розташовані поклади магнетит-гематитових руд з вмістом 36,9 % заліза. Балансові запаси 189,8 млн т.
| Вид продукції | 1984 | 1987 | 1988 |  |  |  |
| ------------- | ---- | ---- | ---- |  |  |  |
| Руда          | -    | 240  | 304  |  |  |  |

Великі території Нігерії складені осадовими породами, збагаченими залізом. Відкрито багато родовищ залізняку, але вони не розробляються. Найбільші родовища знаходяться в Маунт-Патті поблизу Локоджі і в Сокото. Родов. зал. руд пов'язані з пластовими тілами низькоякісних високофосфористих (понад 1,5 %) шамозит-сидерит-лімонітових руд в сенонських і еоценових відкладах осадового чохла (Акбаджа і Патті). Середні і дрібні родов. представлені лінзоподібними магнетит-гематитовими тілами в залізистих кварцитах (Ітакпе, Аджібоноко та ін.).

## Сучасний стан
| Вид продукції | 1984 | 1985 | 1986 | 1987 | 1988 | 2010 | 2011 | 2012 | 2013 | 2014 | 2015 | 2016 | 2017 | 2018 | 2019 |
| ------------- | ---- | ---- | ---- | ---- | ---- | ---- | ---- | ---- | ---- | ---- | ---- | ---- | ---- | ---- | ---- |
| Сталь         | 187  | 254  | 200  | 184  | 192  | 100  | 100  | 100  | 100  | 100  | 100  | 100  | 100  | 100  | 100  |

|         | 2010 | 2011 | 2012 | 2013 | 2014 | 2015 | 2016 | 2017 | 2018 | 2019 |
| ------- | ---- | ---- | ---- | ---- | ---- | ---- | ---- | ---- | ---- | ---- |
| Експорт | 1    | 5    | 5    | 0    | 19   | 6    | 1    | 10   | 5    | 0    |
| Імпорт  | 1341 | 1752 | 1753 | 2193 | 1955 | 1677 | 1209 | 1022 | 1497 | 1509 |

## Компанії і підприємства чорної металургії

### Металургійний комбінат у Аджаокута
7°31′07.8″ пн. ш. 6°41′11.7″ сх. д. / 7.518833° пн. ш. 6.686583° сх. д.

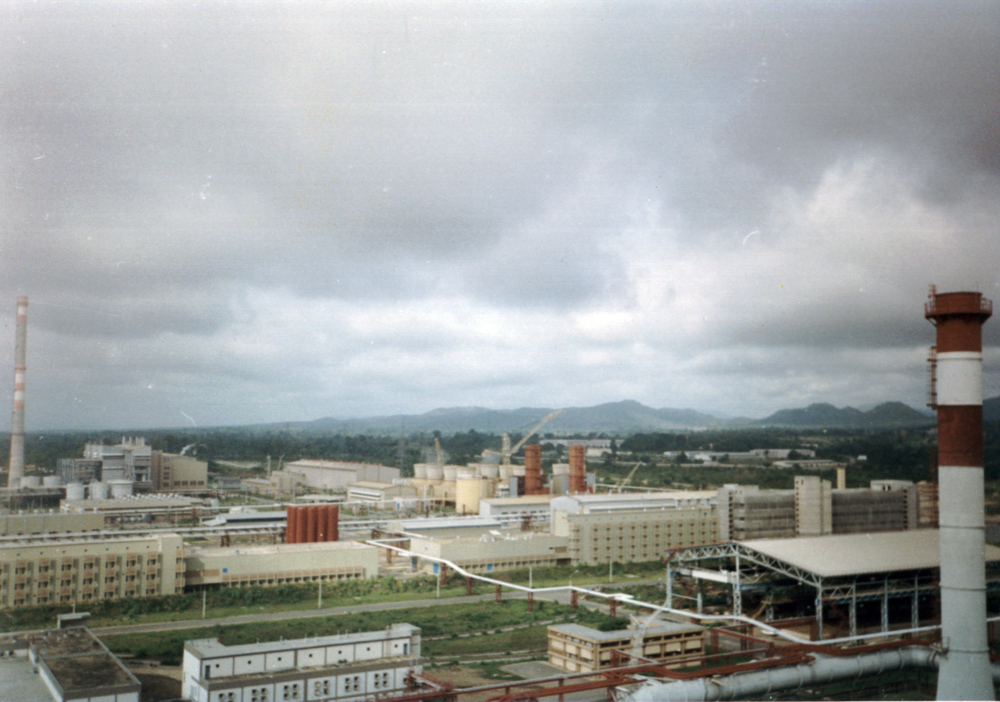
Металургійний комбінат у Аджаокута у 1994 році, коли він був недобудований.

Металургійний комбінат у місті Аджаокута разом з металургійним заводом Дельта є одним з 2-х металургійних підприємств країни з повним виробничим циклом. Комбінат почали будувати у 1979 році за технічної допомоги СРСР і будували до 1994 року. Наразі (2022 рік) комбінат залишається недобудованим. Проектна потужність комбінату — 1,3 млн т сталі, 950 тис. т заготівки і 320 тис. т готового прокату на рік. Частина заготівки, виготовленої на комбінаті, мала постачатися іншим заводам з прокатним виробництвом. В складі комбінату мало бути коксівне виробництво, 1 доменна піч, сталеплавильне і прокатне виробництва. З кінця 1980-х років на заводі працювало лише прокатне виробництво. Комбінат мав працювати на місцевій залізній руді, його коксохімічне виробництво — з використанням довізного коксівного вугілля у суміші з місцевим коксівним вугіллям.

### Металургійний завод Дельта
5°29′11.1″ пн. ш. 5°46′02.3″ сх. д. / 5.486417° пн. ш. 5.767306° сх. д.
Металургійний завод Дельта разом з металургійним комбінатом Аджаокута є одним з 2-х металургійних підприємств країни з повним виробничим циклом. Він розташований у штаті Дельта між містами Оввіан і Аладжа. У 1980 році, коли завод став до ладу, передбачалося, що його продуктивність становитиме 1 млн т сталі на рік. Для переплавки залізної руди на заводі споруджено установку Мідрекс. Руда для його роботи надходила з родовища Ітакпе. У 1988 році завод працював лише на 20 % потужності. Згодом завод взагалі припинив свою роботу.
До 2005 року належав державі, у 2005 році був приватизований. Тоді він був оцінений у 1,89 млрд доларів США. Був проданий індійській компанії «Global». За даними нігерійської преси, на час приватизації завод не працював через брак сировини, однак був у роботоспособному стані. З приходом нових хазяїв завод був занехаяний, належного технічного обслуговування не проводилося, частину обладнання було демонтовано. Працював з перервами лише сталеплавильний цех, переплавляючи металобрухт. У 2015 році завод було продано компанії «Premium Steel Company Limited» індійського мільярдера С. Васвані. У 2021 році на заводі працювало лише 20 осіб. Занепад заводу і перепродажи його стали об'єктом розслідування комітету зі сталі Палати представників Національної асамблеї Нігерії.

### Кацинський прокатний завод, або завод Дана
12°57′54.5″ пн. ш. 7°37′03.2″ сх. д. / 12.965139° пн. ш. 7.617556° сх. д.
Кацинський металопрокатний завод розташованийу місті Кацина, що на півночі країни. Після привватизації завод було перейменовано на «Dana Steel Rolling Mill».

### Прокатний завод Жос
9°48′24.9″ пн. ш. 8°52′17.7″ сх. д. / 9.806917° пн. ш. 8.871583° сх. д.
Прокатний завод Жос розташований у штаті Плато. Він був споруджений за державний кошт за допомоги компанії Mannessman Demag і електифікований компанією «AEG-Telefunken». Став до ладу 1983 року. Проектна потужність заводу становить 210 тис. т готового металопрокату на рік. На початку 21 століття завод догий час перебував у простої. 2014 року був приватизований — придбаний групою компаній «Eta Zuma Group» і одержав нову назву — «Зума-Стіл» (англ. Zuma Steel) але до 2019 року не працював. Однією з причин простою заводу називався дефіцит електрики. Для введення заводу в роботу група «Eta Zuma Group» будує вугільну електростанцію.

### Прокатний завод Осогбо
Прокатний завод Осогбо став до ладу 30 квітня 1983 року. На заводі було встановлено устаткування компаній «Eisenbau Essen», «Schloemann Siemag», «Strabag and MFB Ferrostal».

## Виноски
1. 1 2 3   Steel Statistical Yearbook 2020 concise version (PDF). World Steel Association. 2020. Процитовано 23 червня 2022. (англ.)
2. 1 2 3   Нигерия. // Большая советская энциклопедия : в 30 т. / главн. ред. А. М. Прохоров. — 3-е изд. — М. : «Советская энциклопедия», 1969—1978. (рос.)
3. 1 2 3 4 5 6 7 8 9   Nigeria. // Minerals Yearbook. Washington, Bureau of Mines, 1990. P. 215—225. (англ.)
4. ↑   Orajaka, I P, Onwuemesi, G, Egboka, B C.E., and Nwankor, G I. Nigerian coal. // Mining Magazine; (UK). — Volume: 162:6 Pages: 446—448,450-451. ISSN 0462-6230 (англ.)
5. ↑   Кукин H. B. Нигерия // Горная энциклопедия: [в 5 томах] / гл. ред. Е. А. Козловский. — М.: «Советская энциклопедия», 1989. — Т. 4. Ортин — Социосфера. — 623 с. — 55 700 экз. — ISBN 5-85270-007-X.
6. ↑   Гірничий енциклопедичний словник: у 3 т. / за ред. В. С. Білецького. — Д. : Східний видавничий дім, 2004. — Т. 3. — 752 с. — ISBN 966-7804-78-X.
7. 1 2 3   E. Amaize (19.06.2011). The trouble with Delta Steel Company. www.vanguardngr.com. Vanguard Media Limited, Nigeria. Процитовано 23 липня 2022. (англ.)
8. 1 2   Reps panel commences probe into collapsed $1.89 billion Delta Steel Company. www.premiumtimesng.com premium times. The Premium Times, Nigeria. 2.11.2021. Процитовано 23 липня 2022. (англ.)
9. ↑   Osita Agbu. The Iron and Steel Industry and Nigeria's Industrialization. Institute of Developing Economies, Japan External Trade Organization. no. 418. 2007. (англ.)
10. ↑   Jos Steel Rolling Company. www.bpe.gov.ng. Bureau of Public Enterprises. Процитовано 1 серпня 2022. (англ.)
11. ↑   Why multi-million naira Jos steel rolling mill remains unproductive – Ezuma. www.thepointng.com  thepointng. thepoint Ng. 14.02.2019. Процитовано 1 серпня 2022. (англ.)